# Slaget ved Nietjärvi
Slaget ved Nietjärvi mellem den 15. og 17. juli 1944 var en del af Fortsættelseskrigen (1941–1944) mellem Finland og Sovjetunionen, som foregik under 2. Verdenskrig. Slaget endte med en afgørende finsk sejr, som i den sidste ende hjalp med til at sikre Finlands fortsatte selvstændighed.  

## Baggrund: U-linje forbereder sig på at møde et sovjetisk angreb
Nietjärvi er navnet på en landsby ved Nietjärvi søen ("järvi" betyder sø). Landsbyen ligger i Ladoga Karelen nord for den store sø Ladoga i et område, som indtil afslutningen på Fortsættelseskrigen tilhørte Finland. Her var Finlands østkarelske styrke (Aunuksen Ryhmä, på finsk) – og enheder under dens kommando – den 11. juli 1944 gået i stilling i forventning om en fjendtlig offensiv. 
Etableringen af den U-formede forsvarslinje var begyndt 7 måneder tidligere mellem Nietjärvi – Lemetti – Loimola, som en tilbagefaldslinje bag PSS-linjen, som var den stærkest befæstede forsvarslinje i Østkarelen, nord og nordøst for Ladoga. 
Fronten var indtil juli 1944 forløbet øst og syd for floden Svir, som løber fra Onega søen til Ladoga. Efter at have opgivet denne østlige frontlinje var der en anden forsvarslinje inden den stærke PSS-linje, så den finske hær kunne forsinke den sovjetiske fremrykning.  
I løbet af de foregående tre uger var det lykkedes de finske forsvarere at forsinke og forstyrre fjendens fremrykning og tage skarpheden ud af det massive angreb. Den angribende sovjetiske 7. arme havde mistet 200 kampvogne i kamp og næsten 200 fly – blandt andet. 
Alligevel havde de finske forsvarslinjer foran U-linjen ikke kunnet modstå den overvældende ildkraft og størrelse af de sovjetiske styrker. Nu var den Røde Hær begyndt at lave småangreb nær U-linjen for at finde de svageste steder og de områder, som var bedst egnede for et gennembrudsforsøg. 
Der blev f.eks. gennemført angreb i retning af Loimola, Katitsanlampi og Lemetti, 
men med disse forsøg lykkedes det ikke de sovjetiske styrker at gennembryde U-linjen. På dette tidspunkt havde de sovjetiske officerer truffet deres beslutning. De ville knuse de finske stillinger i U-linjen ved Nietjärvi, hvilket ville åbne en vej mod Kittilä. Kittilä ville åbne flere veje til områderne Sortavala, Värtsilä og Matkaselkä.   
Om morgenen den 15. juli var den 5. finske division opstillet således: Området mellem Ladoga og Nietjärvi blev forsvaret af 44. infanteriregiment under ledelse af oberstløjtnant Ilmari Rytkönen.  2. infanteriregiment forsvarede den nordøstlige side af Nietjärvi. Det var under kommando af oberst Heikki Saure.

## Slaget ved Nietjärvi begynder
Om morgenen den 15. juli indledte det sovjetiske artilleri en kraftig beskydning mod Nietjärvi. Dette varede i en time. På de vestlige og nordøstlige sider af Nietjärvi var beskydningen voldsom. Man kunne kun se 3 meter frem. Sandet trængte ind overalt. Kun geværer og kanoner, der var dækket med papirsække, kunne fortsat fungere.  
Et afgørende slag på liv og død begyndte på den vestlige side af Nietjärvi, da et sovjetisk regiment angreb med støtte fra dusinvis af kampvogne.  
Midt på dagen havde det finske forsvar været i stand til at stoppe de sovjetiske angreb alle andre steder end på den vestlige side af Nietjärvi. Dér kunne 1. og 3. bataljon af 44. infanteriregiment ikke holde fjenden tilbage på en dårligt udrustet forpost og på Maksimoff linjen. 
Forsvarets styrke blev stillet på en ekstrem prøve. Om eftermiddagen indledte de sovjetiske styrker et nyt og endnu farligere gennembrud lidt længere væk på den nordvestlige bred af Nietjärvi søen i Yrjölä. Den Røde Hær var nu meget tæt på at kunne nå vejen fra Yrjölä til Kittilä.
Da alle reserver allerede var indsat, havde finnerne brug for friske tropper. Generalmajor Martola beordrede 4. bataljon af 15. brigade,  under ledelse af major Erik Väänänen, overført til 5. division. Om aftenen den 15. juli var det lykkedes finnerne at stoppe det sovjetiske gennembrudsforsøg og endda trænge angriberne tilbage på de værste steder, bortset fra et 400 meter bredt hul, hvor de sovjetiske styrker holdt ud.  
I løbet af aftenen fortsatte den sovjetiske offensiv uden ophold med støtte fra 200 fly. På den finske side var det 4. luftregiment med til at styrke moralen blandt tropperne ved at bombardere sovjetiske enheder på den sydøstlige bred af Nietlärvi søen. Samme aften gav generalmajor Topola ordre til oberstløjtnant Ilmari Rytkönen: Det 44. finske infanteriregiment måtte knuse fjenden, som var brudt igennem til en finsk forpost bag søen.  
Modangrebet blev sat ind om morgenen under ledelse af majorerne E. Pokkinen og Erik Väänänen. De sovjetiske styrker kæmpede indædt med støtte fra kampvogne. Hele dagen fortsatte med kraftige kampe. De sovjetiske styrker holdt fast i en del af Nietjärvi landsbyen og en lang grøft, eller et system af sammenhængende grøfter på en lav bakke i området. Da et direkte angreb mod dette område ville have afstedkommet uacceptabelt store tab for finnerne, valgte de at nærme sig grøften fra hver ende, mens artilleriet skulle forhindre, at nye enheder kom ind i området. 
Klokken 22.30 samme aften (16. juli) affyrede finsk artilleri og morterer 1.000 granater mod det sovjetiske gennembrudsområde ved grøften. Straks efter begyndte det finske infanteri at rulle grøfterne op fra begge ender med automatvåben, håndgranater og flammekastere. 
I de tidlige morgentimer den 17. juli nærmede de finske enheder sig hinanden fra begge ender af grøften meter for meter, og ringen omkring de sovjetiske tropper snævredes ind. Den finske 1. bataljon fra 15. brigade havde kommandoen over fremrykningen fra sydvest og 4. bataljon fra nordøst. Tropperne fra den Røde Hær kæmpede næsten til sidste mand. 
De sovjetiske kampvogne forsøgte at støtte resterne af tropperne i grøften på enhver mulig måde, men det finske artilleri og morterernes velkoordinerede ild forhindrede, at yderligere sovjetiske styrker kom ind i området. 
I de tidlige morgentimer var der tegn på, at overgivelse var på vej. Kun en lille del af de sovjetiske soldater var undsluppet. Bunden af grøfterne var fulde af lig. Om morgenen lukkede finnerne hullet. 

## Tab og afslutning
Det var ikke lykkedes for den Røde Hær at trænge gennem den 5. finske divisions stillinger i U-linjen. De største tab led den sovjetiske 114. division. Det 762. sovjetiske infanteriregiment blev totalt nedkæmpet. Finnerne erobrede den Røde Hærs meddelelse til hovedkvarteret: "Regimentet ødelagt, fanen blev reddet".
Hovedparten af de to andre regimenter i den sovjetiske 114. division blev også ødelagt. Den 272. sovjetiske division led også store tab. Den røde hærs kampvogne, 40-50 stykker, som havde angrebet i retning af Nietjärvi, gik også tabt. Gennembrudsforsøget havde kostet de sovjetiske styrker tab på over 6.000, heraf over 2.000 døde.  
På lidt over 3 uger fra den 21. juni til den 17. juli havde den Røde Hær mistet over 45.000 tropper – døde og sårede – ved fronten i Østkarelen. 
De finske tab var også store. I det samme område og tidsrum i alt 11.250 døde, savnede og sårede. Heraf 4.450 i 5. division, 1.550 i 8. division, 3.550 i 7. division og 1.600 i 15. brigade. I Nietjärvi området mistede finnerne 700 mand. 
Det finske luftforsvar skød 199 fjendtlige fly ned i området i slutningen af juni og 95 flere fra den 1. til den 18. juli, hvilket er en bemærkelsesværdig bedrift. 
I dagene op til slaget ved Nietjärvi fra den 11. til den 15. juli havde det finske artilleri i 6. arme affyret ca. 54.300 granater og de finske morterer omkring 24.400 mortergranater. Den 15. juli afskød artilleriet i 5. finske division 10.170 granater og mortererne omkring 4.900 mortergranater. Den 16. juli afskød det finske artilleri 3.340 granater vest for Nietjärvi søen på et område 2 km bredt, og på den vestlige side af Nietjärvi søen blev der tidligt om morgenen den 17. juli affyret 3.490 granater mere. Det finske artilleri og morterer blev anvendt på en meget kraftig og velkoordineret måde.  
På grund af det velfungerende samarbejde mellem alle dele af de finske væbnede styrker kunne den østkarelske gruppe sikre den finske sejr – og stoppe den sovjetiske offensiv ved U-linjen i slaget ved Nietjärvi, hvor den finske forsvarssejr nåede sit klimaks, da den 5. division under generalmajor Kustaa Tapola stoppede den overvældende fjendes fremmarch. 
Det finske forsvar havde forhindret den Røde Hær i at rykke frem nordsiden af Ladoga ind på det Karelske næs mod syd. Hvis den Røde Hær ikke var blevet stoppet her, ville de finske tropper på det Karelske næs være kommet i klemme mellem to sovjetiske hære på det smalle næs i et område, der afgrænses af den Finske Bugt og Ladoga søen. 